# Jerrod Mustaf
Terrah Jerrod Mustaf, né le 28 octobre 1969 à Whiteville (Caroline du Nord) et mort le 28 octobre 2024, est un joueur américain de basket-ball. Il joue aux postes d'ailier fort et de pivot.
Il joue quatre saisons dans la National Basketball Association (NBA). Il est Intronisé au Temple de la renommée du basket-ball américain de la classe 2024.

## Biographie
Jerrod Mustaf joue au lycée DeMatha (en) à Hyattsville, dans le Maryland. Il est l'un des joueurs les plus recrutés au cours de sa dernière année et joue ensuite au niveau universitaire, à l'université du Maryland.
Après avoir été sélectionné par les Knicks de New York au premier tour, 17e au total, lors de la draft NBA de 1990, Jerrod Mustaf joue en NBA de 1990 à 1994, avec les Knicks et les Suns de Phoenix, puis trois jours pour les SuperSonics de Seattle. Il joue ensuite professionnellement en Europe. Il prend sa retraite en 2001, jouant pour la dernière fois avec Altay Kartal Makarna, en championnat turc.
Jerrod Mustaf est le directeur général et président de la Street Basketball Association, basée à Mitchellville, dans le Maryland. Il est l'ancien ambassadeur sportif de la Gambie, blogueur professionnel de la NBA pour Supersport/Multivision, directeur exécutif du programme Take Charge Juvenile Diversion et fondateur et entraîneur principal de l'organisation Take Charge Pride AAU. Il est également trois fois Parade All American (avec Shawn Kemp et Alonzo Mourning). Il participe au Capital Classic et aux McDonald's All-Star Games.